# Thma Bang
Thma Bang es uno de los ocho distritos que forman la provincia camboyana de Koh Kong, con una población estimada en marzo de 2008 de 5031 habitantes. Está dividido en las siguientes  comunas (khum), que se muestran asimismo con población estimada de 2008:
- Chi Phat 2,310
- Chumnoab 298
- Pralay 605
- Ruessei Chrum 929
- Ta Tey Leu 526
- Thma Doun Pov 363[1]